# Farqua quadrimaculata
Genre
Espèce
Statut de conservation UICN

 CR B1ab(iii)+2ab(iii) : 
En danger critique
Farqua quadrimaculata, unique représentant du genre Farqua, est une espèce d'araignées aranéomorphes de la famille des Oonopidae.

## Distribution
Cette espèce est endémique des îles Farquhar aux Seychelles.

## Publication originale
- Saaristo, 2001 : Dwarf hunting spiders or Oonopidae (Arachnida, Araneae) of the Seychelles. Insect Systematics & Evolution, vol. 32, no 3, p. 307-358.